# Sprawa Polska
Sprawa Polska – pismo chrześcijańsko-narodowe wydawane w Poznaniu w latach 1990–1991 pod redakcją Marka Jurka.